# Херат (провинција)
Провинција Херат (пушту هرات), (позната и као Герат), једна је од 34 провинције Авганистана. Налази се на западу земље у близини границе са Ираном и Туркенијом. 
Већина покрајине заузима Сагебрушка пустиња, само у долини Херируд се налази оаза и административни центар Херат. Површина провинције је 54.778 km², са популацијом од око 1.762.157 становника. Главно становништво су Паштуни.
Током авганистанског рата (1979—1989) у покрајини је деловао утицајни војни заповедник Исмајил Кан, који је касније постао гувернер ове провинције и успешну успоставио власт над ширим простором.